# Nordhackstedt
Nordhackstedt es un municipio situado en el distrito de Schleswig-Flensburgo, en el estado federado de Schleswig-Holstein (Alemania), con una población a finales de 2016 de unos 457 habitantes.
Se encuentra ubicado al norte del estado, muy cerca de la frontera con Dinamarca y a poca distancia al oeste de la ciudad de Flensburgo.